# Präsidentschaftswahl in Südossetien 2022
Am 10. April 2022 fand der erste Wahlgang der Präsidentschaftswahlen in der international nicht anerkannten Republik Südossetien statt. Südossetien erklärte sich Anfang der 1990er Jahre von Georgien unabhängig und besteht seitdem als eigenes politisches System. Der erst seit 2008 von einigen Staaten anerkannte Staat ist eng mit Russland verwoben. Weil kein Kandidat eine absolute Mehrheit der Stimmen erreicht hatte, kam es zu einer Stichwahl, die zunächst für den 28. April 2022 anberaumt, später per Gerichtsentscheidung aber auf den 8. Mai 2022 verschoben wurde.

## Verfahren
Der Präsident Südossetiens wird für eine Amtszeit von fünf Jahren mit Option auf einmaliger Wiederwahl gewählt. Erreicht niemand in der ersten Runde die absolute Mehrheit, findet eine Stichwahl zwischen den beiden bestplatzierten Kandidaten statt.
Gemäß der südossetischen Verfassung muss der Präsident mindestens 35 Jahre alt und seit mindestens 10 Jahren ununterbrochen in Südossetien wohnhaft sein. Er muss nachweisen können, die beiden Amtssprachen Südossetiens (Russisch und Ossetisch) flüssig zu beherrschen.
Es wurden 76 Wahllokale eingerichtet, davon vier außerhalb Südossetiens. Zwei lagen im russischen Nordossetien, eines in Moskau und eines in Sochumi in Abchasien.

## Kandidaten
- Anatoli Bibilow, Einiges Ossetien, amtierender Präsident (seit 2017)
- Alan Gaglojew, Nichas, Kandidat zur Präsidentschaftswahl 2017
- Garry Muldarow, unabhängig, Mitglied des südossetischen Parlaments (seit 2019)
- Aleksandr Plijew, Volkspartei Südossetiens, Mitglied des südossetischen Parlaments (seit 2019)
- Dmitrij Tasojew, unabhängig, Kandidat zur Präsidentschaftswahl 2011

Zunächst hatten zwölf weitere Personen beziehungsweise deren Organisationen eine Kandidatur eingereicht. Vor der Wahl war Bibilow in die Kritik geraten, weil mehrere aussichtsreiche Gegenkandidaten nicht zur Wahl zugelassen worden waren, unter ihnen Verteidigungsminister Ibrahim Gassijew und der Abgeordnete David Sanakojew. Bibilow hatte Gassijew wegen seiner geplanten Kandidatur mit der Begründung entlassen, das Ministerium solle nicht ohne Leitung sein, während Gassijew mit anderen politischen Angelegenheiten beschäftigt sei. Zudem soll Bibilow beim schriftlichen Sprachtest in Ossetisch durchgefallen sein, dessen Bestehen eine Voraussetzung für die Kandidatur ist.

## Wahlkampf
Im Falle seiner Wiederwahl kündigte Bibilow an, in nächster Zeit ein Referendum zur Vereinigung Südossetiens mit Russland abzuhalten. Da dies bereits zuvor mehrfach ohne Folgen angekündigt wurde, ordneten politischen Analysten die Ankündigung als bloßes Wahlkampfmanöver ein. Bibilows Wiederwahl wurde unter anderem von Denis Puschilin (Staatschef der international nicht anerkannten Volksrepublik Donezk), Ludwig Tschibirow (erster Staatspräsident Südossetiens) und Vertretern der russischen Regierungspartei Einiges Russland empfohlen. Noch kurz vor der offiziellen Kandidatur hatten Bibilows Partei und Einiges Russland eine Kooperationsvereinbarung unterzeichnet und der Präsident war für seine Regierungserfahrung gelobt worden, die keiner seiner Gegner mitbringen würde.
In der Zeit während des Wahlkampfes fand der russische Überfall auf die Ukraine statt, in den auch Soldaten aus Südossetien entsandt wurden. Gaglojew äußerte sich gegenüber einem solchen Referendum kritisch, da die öffentliche Meinung zu diesem Thema bekannt und Russland momentan „mit anderen, wichtigeren Dingen“ beschäftigt sei.

## Ergebnis
Da in der ersten Runde kein Kandidat eine absolute Mehrheit der Stimmen erreichte, wurde für den 28. April 2022 eine Stichwahl angesetzt. In dieser traten der amtierende Bibilow sowie als Kandidat der Opposition, der von den ausgeschiedenen Kandidaten unterstützt wurde, Gaglojew an.
| Kandidat                                 | Kandidat                         | Stimmen | in %   | +/− zu 2017 |  |
| ---------------------------------------- | -------------------------------- | ------- | ------ | ----------- |  |
|                                          | Alan Gaglojew                    | 10.705  | 38,5   | ▲28,3       |  |
|                                          | Anatoli Bibilow                  | 9.706   | 35,0   | ▼19,8       |  |
|                                          | Alexander Plijew                 | 3.434   | 12,4   | neu         |  |
|                                          | Garry Muldarow                   | 2.592   | 9,3    | neu         |  |
|                                          | Dimitrij Tasojew                 | 822     | 3,0    | neu         |  |
| gegen alle                               | gegen alle                       | 528     | 1,9    | ▲0,6        |  |
|                                          |                                  |         |        |             |  |
| Wahlberechtigte                          | Wahlberechtigte                  | 39.021  | 100,00 | —           |  |
| Abstimmende                              | Abstimmende                      | 28.976  | 74,26  | ▼5,73       |  |
| Nichtwähler                              | Nichtwähler                      | 10.045  | 25,74  | ▲5,73       |  |
|                                          |                                  |         |        |             |  |
| Abstimmende                              | Abstimmende                      | 28.976  | 100,00 | —           |  |
| Gültige Stimmen                          | Gültige Stimmen                  | 27.787  | 95,90  | ▲0,18       |  |
| Leere oder ungültige Stimmzettel         | Leere oder ungültige Stimmzettel | 1.189   | 4,10   | ▼0,18       |  |
| Quelle: Südossetische Nachrichtenagentur |                                  |         |        |             |  |

Alan Gaglojew hat die Stichwahl am 8. Mai 2022 gewonnen: Er konnte 53,67 % der Stimmen auf sich vereinen. Die Wahlbeteiligung wurde mit 68 % angegeben. Am Tag darauf räumte Bibilow seine Niederlage ein und gratulierte Gaglojew zum Sieg.

## Reaktionen und Bewertung
Mindestens zehn Staaten sowie die Europäische Union haben die Wahl nicht anerkannt, da sie Südossetien als Teil Georgiens ansehen. Unter diesen Staaten ist Georgien selbst, das die Wahl als „illegalen Akt Russlands“ bezeichnet, der Nachbar Aserbaidschan sowie Deutschland und die Vereinigten Staaten. Direkt nach dem ersten Wahlgang kam es in Zchinwali zu Kundgebungen, in denen zu einer fairen Auszählung und Wahlkampf für den zweiten Wahlgang aufgerufen wurde. Journalisten vor Ort führen Gaglojews Erfolg darauf zurück, dass Bibilow seine Regierungsmacht genutzt hat, um die wichtigsten Gegenkandidaten zu behindern. Die mit ihm so noch unzufriedenere Wählerschaft habe sich dann hinter Gaglojew als Protestkandidat versammelt. Daher wurde mit einem Sieg des Herausforderers in der Stichwahl gerechnet. Die Wahl selbst sei demokratisch vonstattengegangen.
Da Südossetien international fast nicht anerkannt ist, sendeten internationale Organisationen keine Wahlbeobachter. 65 inoffizielle Beobachter wurden von Staaten entsandt, die die Unabhängigkeit anerkennen. Diese meldeten keine Verstöße.